# Tovpyzhyn
Tovpyzhyn (ucraniano: Товпи́жин) es un pueblo de Ucrania, constituido administrativamente como una pedanía del asentamiento de tipo urbano de Demýdivka, en el raión de Dubno de la óblast de Rivne.
En 2001, el pueblo tenía una población de 362 habitantes.
Se ubica unos 10 km al oeste de la capital municipal Demýdivka, en la orilla oriental del embalse del río Styr.

## Historia
Antes de la formación del actual municipio de Demýdivka en 2016, el pueblo era una pedanía del consejo rural de Verbén en el raión de Demýdivka.